# Code:Realize 〜創世の姫君〜
『Code:Realize 〜創世の姫君〜』（コードリアライズ そうせいのひめぎみ）は、オトメイトより2014年11月27日に発売されたPlayStation Vita用女性向け恋愛アドベンチャーゲームで、「コドリア」という略称で知られている。

## 解説
架空のロンドンを舞台に、触れたものを腐敗・融解させる猛毒を全身に宿した少女カルディアと、アルセーヌ・ルパンをはじめとする紳士たちが「コード：リアライズ」と呼ばれるテロ計画に立ち向かう様子を描いた乙女ゲームである。
2015年8月15日・16日に開かれたオトメイトの自社イベント『オトメイトパーティー2015』にて、ファンディスクとテレビアニメの制作決定が発表され、このうちファンディスクである『Code：Realize 〜祝福の未来〜』は2016年11月24日に発売された。
2017年8月24日には本作とファンディスクをまとめたPlayStation 4用ソフト『Code：Realize 〜彩虹の花束〜』が発売された。
のちに、テレビアニメが2017年10月に放送されることが報じられたほか、本作を原作とするミュージカルの制作も決定した。
2017年12月21日には冬を舞台としたファンディスク『Code：Realize 〜白銀の奇跡〜』がPS4/PS Vita用ソフトとして発売された。
2018年9月13日には『Code：Realize 〜彩虹の花束〜』のNintendo Switch移植版『Code：Realize 〜彩虹の花束〜 for Nintendo Switch』が、2020年7月16日には『Code：Realize 〜白銀の奇跡〜』のNintendo Switch移植版『Code：Realize 〜白銀の奇跡〜 for Nintendo Switch』が発売された。

## あらすじ

### Code:Realize 〜創世の姫君〜
猛毒を全身に宿す少女・カルディアは、怪物として恐れられ、英国軍に捕らわれる寸前、泥棒紳士ことアルセーヌ・ルパンと出会った。彼の手引きで機鋼都市ロンドンへ来た彼女は、さまざまな人々に出会う。

### Code：Realize 〜祝福の未来〜
After Story White Rose
『Code:Realize 〜創世の姫君〜』で結ばれたカルディアとある紳士の物語。
Extra Story Herlock Sholmes
カルディアとショルメの交流を描いた新規ストーリー。
Extra Story Finis
カルディアとフィーニスの交流を描いた新規ストーリー。
After Story Rupin the Gang
『Code:Realize 〜創世の姫君〜』で起きた出来事を描いた物語。

### Code：Realize 〜白銀の奇跡〜
After Story -Finis-
『Code：Realize 〜祝福の未来〜』のフィーニスルートの後日談であり、ウェールズで暮らす姉弟の生活を描いた物語。
Another Story -Cantarella-
ルパン一行は、劇場でカンタレラという若き歌姫と出会う。
If Story -First Christmas-
カルディアが初めてのクリスマスを迎える物語。
『Code：Realize 〜祝福の未来〜』のフィーニスルートを基にしつつも、誰とも結ばれることなく大団円を迎えたという設定である。

## 登場人物
カルディア
声 - 早見沙織（アニメのみ）/ 演 - 長谷川愛
本作の主人公。名前は変更可能。
頭髪以外の全身が触れたものを腐敗・融解させる猛毒に満ちており、他人からは怪物と恐れられることが多くあることから本人もそのことを気にしている。そのせいか物語開始時は表情が乏しい面が目立つ。また一般常識はあるが流行や新しいものには疎い一面もある。2年前より前の記憶を失っており、記憶を取り戻す手がかりとなる父親の行方を探している。
『創世の姫君』で仲間たちとの交流により表情を取り戻し、物語後半から人間らしい感情を見せるようになった。
アルセーヌ・ルパン
声 - 前野智昭 / 演 - 良知真次
泥棒紳士を自称する世間を騒がしている大泥棒。カルディアを盗み出した張本人。明るく前向きな自信家で、その自信に違わないずば抜けた行動力・盗みのテクニックを持つ。
『創世の姫君』では大規模テロ計画｢コード:リアライズ｣を自身の先生が止めようとしていたことを彼の死後に知り、その意志を受け継ぎ大規模テロ計画を阻止するためインピーと共にロンドンへ訪れる。
エイブラハム・ヴァン・ヘルシング
声 - 諏訪部順一 / 演 - 秋沢健太朗
吸血鬼戦争の英雄と呼ばれる吸血鬼ハンター。愛称はヴァン。
過去に英国軍に所属していたこともあり、その当時から人間兵器と比喩されるほどの身体能力と戦闘力を持つ。
料理は得意と言っているが、その味は壊滅的。本人は気付いていない｡
『創世の姫君』では2年前に起きた吸血鬼戦争で、ドラクロワ二世の父であるドラクロワ一世と対峙し勝利する。｢母と弟を助ける｣ために勝利を得たが、約束を違えたフィーニスによって母と弟を殺される。その後軍を辞め単独でフィーニスを追っていたところ、カルディアらに出会い行動を共にするようになる｡
『白銀の奇跡』ではドラクロワ二世の保護者として、吸血鬼保護政策の施行を目指している。
ヴィクター・フランケンシュタイン
声 - 柿原徹也 / 演 - 仲田博喜
元英国政府お抱えの研究員｡愛称はフラン。
科学や錬金術に関して天才的な頭脳を持つが、それをあまりひけらかさない人あたりの良い人物。
『創世の姫君』ではある出来事が原因で指名手配され、逃亡していたところカルディアらと出会い協力することになる。カルディアの身に宿る猛毒を無効化するべく奮闘する。彼女が身につける衣服や使用する食器などはすべて彼の手によって加工されており、毒の侵食を受けないようになっている。
『白銀の奇跡』では貧民街で診療所を経営している。
インピー・バービケーン
声 - 森久保祥太郎 / 演 - 鷲尾修斗
ルパンに同行した天才発明家。
ルパン同様明るい性格だが、サン曰く｢何か一言付け足さないと会話ができない｣というほどノリが軽い。屋敷の全員分の食事を作っており、その腕はかなりのもの。
機械や最新技術に目がなく、一行が使用する機械には彼の手が加わっていることが多い。しかしいざという時に不発だったり余計な機能がついたりするためポンコツ技師と呼ばれることも。
『創世の姫君』では吸血鬼戦争で亡くなった師匠と共に作った『大切なもの』を探している。
サン・ジェルマン
声 - 平川大輔 / 演 - 滝澤諒
ロンドンに屋敷を構える男性。愛称はサン。
紳士的だが変人でもあり、カルディアらに屋敷を提供したのも｢面白そうだから｣である。古美術品を収集することを趣味としており、屋敷には彼が集めた様々な美術品が存在する。
謎が多い人物だがその正体は遥か古代からの歴史の管理者｢イデアの使徒｣。そのため、オムニブスにより不老不死の力を与えられた。ルートによってはカルディアを救うためにイデアを脱退し不老不死を失うが、本人はそのことについて不満は抱いていないよう。
フィーニス
声 - 梶裕貴 / 演 - 星元裕月
カルディアのことを姉さんと呼ぶ、諜報組織・黄昏を率いる少年。ある目的からカルディアを手に入れようと暗躍する。
見た目こそ少年のそれだが実年齢など経歴が一切不明のため、一部では不老不死の存在なのではないかと噂されている。
『創世の姫君』中でその正体が明らかになる。『祝福の未来』では彼とカルディアの物語が紡がれる。
『白銀の奇跡』の「After Story -Finis-」ではカルディアとウェールズの屋敷は同居している。
エルロック・ショルメ
声 - 村上和也 / 演 - 君沢ユウキ
スコットランドヤードの要請を受けた探偵。ルパンとは探偵・泥棒の関係からか相容れない。しかし利害が一致した場合などは協力し合うことはできるため根本的に相容れないわけではない。
職業柄ルパン一味を追うことが多い立場ではあるものの、いざとなれば頼れる存在でもある。
ドラクロワ二世
声 - 石上美帆
若き純血の吸血鬼。愛称はドラちゃん。
吸血鬼戦争の生き残りであり、一族を殺した人間たちを嫌っている。特に先代である父親を殺したヴァンに対しては尋常ではない憎しみを持つ。
『創世の姫君』ではヴァンに一族の復讐するため勝負を挑むが返り討ちにあう。その後｢全てが片付いたら私を殺せ｣とヴァンと約束をし、カルディアら一行と行動を共にする。ルートによってはインピーの正体に最初に気がつく。
『祝福の未来』では、サンの屋敷に居候している。
シシィ
サンの屋敷で飼われているオス犬で、おしりにハートマークがあるのが特徴。捨てられていたところをインピーに保護され、失った左前脚には義足が取り付けられた。
『祝福の未来』のフィーニスルートのあとはフランの診療所で看板犬としてはたらいている。
アレクサンドリナ・ヴィクトリア
声 - 飯田奈保美
英国の女王。カルディアの父やフランとは顔見知り。愛国心が強く、国のことを第一に考えている。
ランパール・レオンハルト
声 - 上田燿司
王室近衛騎士長である英国軍人。ルパンと個人的な因縁のある。真面目だが、空回りする場面が多い。
ジミー・A・アレスター
声 - 小山力也
黄昏のNo.2である初老の紳士で、実働部隊の指揮を行っている。フィーニスの部下に当たる人物。
ネモ
声 - 四宮豪
世界一の科学者を自称する奇人で、フランを一方的にライバル視している。天才的な頭脳は確かだが、研究のためなら他者の犠牲をいとわない方針とその奇行のすさまじさから、なかなか人が寄りつかない。
『創世の姫君』でインピーと出会い互いに天才だと認め合うものの、持ち前の変人っぷりを見た彼から「天才だが変態」と評される。ルパン一味の中では｢変態=ネモ｣で通じてしまう。
追跡者《ギネヴィア》
声 - 赤堀可乃子
イデアに属する、鎧を身にまとった人物。カルディアらを追っている。
『祝福の未来』および『白銀の奇跡』の公式サイトでは、ギネヴィアという名前で掲載されている。
オムニブス
声 - 和田みちる
イデアの総帥を務める老婆。自然を愛する穏やかな人物。
アイザック
カルディアとフィーニスの父。現代のプロメテウスと呼ばれる機鋼都市ロンドンを設計した天才科学者。

### 『祝福の未来』からの登場人物
ワトソン
声 - 鳥海浩輔
ショルメの元相棒。元軍医だが、ショルメとは対照的にがさつな性格である。
過去のある事件で妻を亡くしている。
新たなるイデアの使徒《ヘンゼル》
声 - 岡本信彦
イデアの十三使徒の1人である、寡黙で無表情の青年。探索能力にたけている。
大きなフォークのような武器を肌身離さず持っている。フォークの正体は妹のグレーテル。
ダリウス・ゴードン
声 - 土師孝也
ロンドンを拠点とするマフィア、｢ゴードン・ファミリー｣の首領。左手が義手になっている。
その巨躯と豪胆さから威圧的に見えるが、重度の親バカ。紳士的な性格であるうえ、かなりの子煩悩でもある。
シャーリー・ゴードン
声 - 山崎はるか
ダリウスの娘で、あることがきっかけでカルディアと親しくなる。幼少時から大人たちに囲まれて育ってきたためか、大人びた性格で同年代の他の人物よりも広い視野を持つ。その一方、思春期を迎えたこともあり父親の干渉を不快に感じることもある。
アヴィドに対して尋常ではない憎しみを持っている。
アヴィド・クルデーレ
声 - 小西克幸
ダリウスの因縁の相手。ダリウスの手とシャーリーの母を殺した張本人。
パッシー・モンブラン
声 - 野上翔
ゴードン・ファミリーの構成員。幼少時からシャーリーに付き従っており、彼女からも信頼されている。

### 『白銀の奇跡』からの登場人物
カンタレラ
声 - 能登麻美子
歌姫。総白髪と眼帯が特徴である。劇場にいたところをルパン一行と出会う。
マイルズ・ストランド
声 - 藤原啓治
カンタレラの父。陽気な性格だが、無職なうえに生活能力に欠けており、娘に頼ることが多い。
エギーユ男爵
声 - 杉山紀彰
仮面を被った謎の紳士。奇抜な服装と尊大な態度からうさん臭い人物として見られている。理想の歌姫を探している。

## 主題歌
作詞は磯谷佳江。
創世の姫君
オープニングテーマ「floatable」
作曲・編曲 - myu / 歌 - mao
エンディングテーマ「花冠 -love brought me some eternal petals-」
作曲・編曲 - myu / 歌 - mao

祝福の未来
オープニングテーマ「Brightness〜eternal pure white〜」
作曲・編曲 - 安瀬聖 / 歌 - mao
4Gamer.netの風のイオナは、「極上のポップチューン」「母性を感じさせるmaoのヴォーカルは、ぜひ男性に聞いてほしい」と評した。
エンディングテーマ1「my dearest」
作曲・編曲 - 安瀬聖 / 歌 - mao
エンディングテーマ2「希望の彼方」
作曲・編曲 - 安瀬聖 / 歌 - 織田かおり
エンディングテーマ3「夢色サーカス」
作曲・編曲 - 長田直之 / 歌 - SHOJI

## 関連商品

### CD
ティームエンタテインメントより
- Code:Realize 〜創世の姫君〜 オリジナルサウンド（2014年12月3日発売）
- Code:Realize 〜創世の姫君〜  ドラマCD ロンドンLOVEストーリー 〜お義父さんと呼ばないで〜（2015年3月18日発売）
- Code:Realize 〜創世の姫君〜 Character CD vol.1 アルセーヌ・ルパン（2016年3月2日発売）
- Code:Realize 〜創世の姫君〜 Character CD vol.2 エイブラハム・ヴァン・ヘルシング（2016年4月6日発売）
- Code:Realize 〜創世の姫君〜 Character CD vol.3 ヴィクター・フランケンシュタイン（2016年5月4日発売）
- Code:Realize 〜創世の姫君〜 Character CD vol.4 インピー・バービケーン（2016年6月1日発売）
- Code:Realize 〜創世の姫君〜 Character CD vol.5 サン・ジェルマン（2016年7月6日発売）
- Code:Realize 〜祝福の未来〜 オリジナルサウンドトラック（2016年12月21日発売）
- Code:Realize 〜白銀の奇跡〜 オリジナルサウンドトラック（2017年12月27日発売）
- Code:Realize 〜白銀の奇跡〜 ドラマCD Haunted House Adventure（2018年9月5日発売）

### 書籍
- Code:Realize 〜創世の姫君〜 公式ビジュアルファンブック（KADOKAWA、2015年2月28日発売）
- Code:Realize 〜創世の姫君〜 Design Works（KADOKAWA、2015年4月2日発売）
- Code:Realize 〜創世の姫君〜 公式アートブック（一二三書房、2015年5月16日発売）
- Code:Realize 〜祝福の未来〜 公式ビジュアルファンブック（KADOKAWA、2017年3月31日発売）
- Code:Realize 〜白銀の奇跡〜 公式スペシャルファンブック（KADOKAWA、2019年3月25日発売）

## テレビアニメ
当ゲームを原作としたテレビアニメ『Code:Realize 〜創世の姫君〜』が、2017年10月から同年12月まで放送された。全12話。
メインキャストはゲームに準ずる。ルパンルートをアニメ化しており、次回予告はエンディング内で表示される。
監督の山本秀世は、絵コンテも全話を担当した。また、本放送時のオープニングアニメーションは第6話まで本編映像の流用だったが、第7話以降は川崎逸朗が絵コンテ・演出を担当する新作となっている。

### スタッフ
- 原作 - オトメイト（アイディアファクトリー／デザインファクトリー）[1]
- 監督・コンテ - 山本秀世[1]
- シリーズ構成 - ハラダサヤカ[1]
- シナリオ監修 - 一ジョー[1]
- キャラクター原案 - miko[1]
- アニメーションキャラクターデザイン - 中西彩[1]
- プロップデザイン - 八木澤修平、渡辺淳
- 総作画監督 - 石井明治[1]
- 美術 - 皆谷透[1]
- 色彩設計 - 津守裕子[1]
- 撮影 - 斉藤朋美[1]
- 3D - 平川典史
- 編集 - 黒澤雅之[1]
- 音楽 - 高橋諒[1]
- 音楽プロデューサー - 川島麻衣
- 音楽制作 - ランティス[1]
- プロデューサー - 松永孝之、吉武真太郎、深尾聡志、田中剛史、礒谷徳知、柿田哲也、菊政克美
- アニメーションプロデューサー - 松井正一
- アニメーション制作 - M.S.C[1]
- 製作 - Code:Realize PROJECT（フロンティアワークス、KADOKAWA、博報堂DYミュージック&ピクチャーズ、アスミック・エース、ランティス、エー・ティー・エックス、ソニー・ミュージックコミュニケーションズ、M.S.C、中外鉱業、ドラマ）

### 主題歌
オープニングテーマ「kalmia」（第1話 - 第11話、第13話）
作詞 - 霧島若歌 / 作曲・編曲 - 広川恵一 / 歌 - Mia REGINA
第1話ではエンディングテーマ位置で使用。
エンディングテーマ「twinkle」（第2話 - 第12話）
作詞 - 霧島若歌 / 作曲 - 川崎里実 / 編曲 - 森谷敏紀 / 歌 - カルディア（早見沙織）

### 各話リスト
| 話数                  | サブタイトル                     | 脚本         | 演出       | 作画監督                       |
| --------------------- | -------------------------------- | ------------ | ---------- | ------------------------------ |
| chapter 1             | ロンドン・スチーム               | ハラダサヤカ | 石井久志   | 入江健司                       |
| chapter 2             | ザ・ストロンゲスト・ストーカー   | ハラダサヤカ | 佐藤清光   | 伊勢奈央子                     |
| chapter 3             | ヴァンパイア・レクイエム         | ササキムリ   | 鈴木孝聡   | 高山由江                       |
| chapter 4             | トレイン・スナッチ               | ハラダサヤカ | 石井久志   | 入江健司                       |
| chapter 5             | ネゴシエイテッド・ソリューション | ササキムリ   | 鈴木拓磨   | 石井明治、伊勢奈央子           |
| chapter 6             | イリーガル・レース               | ササキムリ   | 鈴木孝聡   | 高山由江                       |
| chapter 7             | いつかの許し                     | ハラダサヤカ | 山本秀世   | 伊勢奈央子、高山由江           |
| chapter 8             | 戦火                             | ササキムリ   | 石井久志   | 入江健司                       |
| chapter 9             | 祈り                             | ハラダサヤカ | 佐々木真哉 | 石井明治、高橋敦子             |
| chapter 10            | 約束                             | ササキムリ   | 石井久志   | 入江健司、水竹修治、池津寿恵   |
| chapter 11            | Code:Realize                     | ハラダサヤカ | 山本秀世   | 伊勢奈央子、高山由江           |
| chapter 12            | ぬくもり                         | ハラダサヤカ | 山本秀世   | 石井明治                       |
| chapter 13 （未放送） | Set a thief to catch a thief     | ハラダサヤカ | 石井久志   | 入江健司、伊勢奈央子、高山由江 |

### 放送局
| 放送期間                  | 放送時間                     | 放送局     | 対象地域 | 備考                                 |
| ------------------------- | ---------------------------- | ---------- | -------- | ------------------------------------ |
| 2017年10月7日 - 12月23日  | 土曜 20:00 - 20:30           | AT-X       | 日本全域 | 製作参加 / CS放送 / リピート放送あり |
| 2017年10月9日 - 12月25日  | 月曜 1:35 - 2:05（日曜深夜） | TOKYO MX   | 東京都   |                                      |
| 2017年10月11日 - 12月27日 | 水曜 0:30 - 1:00（火曜深夜） | サンテレビ | 兵庫県   |                                      |
| 2017年10月12日 - 12月28日 | 木曜 3:05 - 3:35（水曜深夜） | テレビ愛知 | 愛知県   |                                      |
| 2017年10月13日 - 12月29日 | 金曜 1:00 - 1:30（木曜深夜） | BS11       | 日本全域 | BS放送 / 『ANIME+』枠                |

| 配信期間                  | 配信時間                     | 配信サイト |
| ------------------------- | ---------------------------- | --- |
| 2017年10月10日 - 12月26日 | 火曜 0:00 - 0:30（月曜深夜） | AbemaTV 新作TVアニメチャンネル |
|                           | 火曜 0:00（月曜深夜） 更新   | GYAO! J:COMオンデマンド ビデオパス みるプラス U-NEXT アニメ放題 Amazonビデオ ひかりTV TSUTAYA TV ビデオマーケット ニコニコチャンネル Google Play ストア Rakuten TV バンダイチャンネル Hulu HAPPY!動画 |
|                           | 火曜 12:00 更新              | dアニメストア dTV DMM.com アニメイトチャンネル |

### BD / DVD
| 巻 | 発売日         | 収録話          | 規格品番  | 規格品番  |
| 巻 | 発売日         | 収録話          | BD        | DVD       |
| -- | -------------- | --------------- | --------- | --------- |
| 1  | 2017年12月22日 | 第1話 - 第2話   | MFXT-0029 | MFBT-0043 |
| 2  | 2018年1月24日  | 第3話 - 第4話   | MFXT-0030 | MFBT-0044 |
| 3  | 2018年2月23日  | 第5話 - 第6話   | MFXT-0031 | MFBT-0045 |
| 4  | 2018年3月28日  | 第7話 - 第8話   | MFXT-0032 | MFBT-0046 |
| 5  | 2018年4月25日  | 第9話 - 第10話  | MFXT-0033 | MFBT-0047 |
| 6  | 2018年5月25日  | 第11話 - 第12話 | MFXT-0034 | MFBT-0048 |

### CD（アニメ）
| タイトル                                                              | 発売日        | 規格品番   |
| --------------------------------------------------------------------- | ------------- | ---------- |
| TVアニメ『Code:Realize 〜創世の姫君〜』オリジナルサウンドトラック     | 2018年2月7日  | LACA-15689 |
| TVアニメ『Code:Realize 〜創世の姫君〜』キャラクターソングミニアルバム | 2018年6月27日 | LACA-15704 |

## ミュージカル
『Code:Realize 〜創世の姫君〜』のタイトルで、2018年5月17日から同年5月20日まで東京・シアター1010にて、5月26日・5月27日に大阪・森ノ宮ピロティホールにてそれぞれ上演された。脚本は桜木さやか、演出は吉谷光太郎が担当する。

### スタッフ（舞台）
- 原作 - オトメイト（アイディアファクトリー/デザインファクトリー）
- 企画・プロデュース - 4cu
- 脚本 - 桜木さやか
- 演出 - 吉谷光太郎
- 音楽 - tak
- 振付 - MAMORU